# Кшивулька (гміна Пшеросль)
Кшивулька (пол. Krzywólka) — село в Польщі, у гміні Пшеросль Сувальського повіту Підляського воєводства.
Населення — 131 особа (2011).
У 1975-1998 роках село належало до Сувальського воєводства.

## Демографія
Демографічна структура станом на 31 березня 2011 року:
|          | Загалом | Допрацездатний вік | Працездатний вік | Постпрацездатний вік |
| -------- | ------- | ------------------ | ---------------- | -------------------- |
| Чоловіки | 68      | 14                 | 48               | 6                    |
| Жінки    | 63      | 13                 | 37               | 13                   |
| Разом    | 131     | 27                 | 85               | 19                   |